# S3M (formato de archivo)
S3M (en inglés: ScreamTracker 3 Module) es un formato de archivo de audio, sucesor del formato STM utilizado por el Scream Tracker original. Ambos formatos se basan en el formato MOD original utilizado en la computadora Commodore Amiga.
El formato S3M tiene muchas diferencias en comparación con sus predecesores, a saber:
- El formato es un híbrido de reproducción digital e instrumentos sintetizados. El documento de especificación de formato oficial cubre el espacio para 16 canales digitales y 14 sintetizados con dos ranuras sin usar de un total de 32.
- Canal de volumen separado en datos de patrón.
- Admite más instrumentos que MOD o STM (99 en lugar de 31).[1]
- El compositor puede especificar la panoramización predeterminada de los canales.
- Se agregan diapositivas de paso extrafino
- Los instrumentos no se limitan a una frecuencia de muestreo fija para una nota determinada. El formato almacena la frecuencia de muestreo del instrumento en el medio C.

La tabla de períodos utilizada por S3M es más pequeña que la utilizada por el formato MOD (solo 12 entradas, en comparación con entre 36 y 60 para las variaciones MOD) y usa valores más grandes para poder calcular los deslizamientos de tono extrafino. Sin embargo, las rutinas de reproducción utilizan fórmulas relativamente sencillas para obtener los valores de período finales utilizados en la reproducción. La fórmula clave para esto tiene en cuenta la frecuencia de muestreo almacenada del instrumento en el C.
Una característica del formato S3M que rara vez se usa es el soporte del formato para instrumentos FM. Estos fueron diseñados para reproducirse en tarjetas de sonido que incluían un chip de síntesis FM OPL2 o compatible. Más recientemente, con la potencia de CPU necesaria disponible, es posible realizar la misma síntesis en software. Dos ejemplos de este tipo de software son el complemento Adplug para el reproductor de audio de Windows Winamp y el rastreador de módulos de audio de código abierto OpenMPT a partir de la versión 1.28.01.00.

## Soporte de reproductor multimedia
Los archivos S3M lanzados en la escena musical de Demoscene en la década de 1990 se reproducían comúnmente en PC usando reproductores mod/s3m dedicados (como DMP) o usando el software de seguimiento (como Scream Tracker). Algunos reproductores de música más comunes/contemporáneos pueden reproducir estos archivos, aunque la fidelidad al sonido original y los resultados pueden variar según el archivo individual.
El software incluye:
- Foobar 2000
- XMPlay
- ModPlug Player
- AIMP[3]
- Winamp
- JetAudio[4]